# Alt umpqua
|  | Aquest article tracta sobre la llengua atapascana. Si cerqueu el grup humà, vegeu «siuslaws». |

L’alt umpqua és una llengua atapascana extingida parlada antigament al llarg de la confluència meridional del riu Umpqua al centre-oest d'Oregon als voltants de la moderna Roseburg. Està extingida des de fa almenys cinquanta anys i se sap poc sobre ella més enllà del fet que pertany al mateix grup atapascà d'Oregon de les Llengües atapascanes de la costa del Pacífic com els dialectes coquille i rogue river i chetco-tolowa. La documentació més important de l'alt umpqua és l'extens vocabulari obtinguts per Horatio Hale en 1841 (publicat en Hale 1846), encara que Melville Jacobs i John Peabody Harrington van ser capaços de recollir dades fragmentàries a partir dels darrers parlants tan tard com 1940 (Golla 2011:70-72). Encara que eren coneguts pels primers exploradors i colons com a umpqua l'idioma sovint és anomenat alt umpqua per distingir-lo de la no relacionada llengua penutiana baix umpqua (o siuslaw) que era parlat més a prop de la costa a la mateixa zona.